# Dirk Bockel
Dirk Bockel (* 18. Oktober 1976 in Waiblingen) ist ein ehemaliger deutscher Triathlet, der seit 2005 auch die luxemburgische Staatsbürgerschaft besitzt.

## Werdegang
Dirk Bockel wuchs in Deutschland auf, studierte dann in den Vereinigten Staaten und startete für Luxemburg. Er besaß ursprünglich die deutsche und seit 2005 die luxemburgische Staatsbürgerschaft. Bockel wurde trainiert von Michael Krueger.
2007 entschied er den Siegerland-Triathlon für sich.

### Olympische Sommerspiele 2008
2008 nahm er bei den Olympischen Spielen im Triathlon über die olympische Distanz (1,5 km Schwimmen, 40 km Radfahren und 10 km Laufen) teil und belegte in Peking den 25. Rang.

### Vizeeuropameister Langdistanz 2009
2009 wurde er in Prag Vizeeuropameister auf der Langdistanz.
Von Januar 2012 bis 2014 war Dirk Bockel beim Team Leopard-Trek Continental Team unter Vertrag, was gleichzeitig das erste Mal in der Geschichte des Triathlon darstellte, dass ein Athlet Teil eines professionellen Radsportteams war. Im Juni 2012 holte er sich in Regensburg seinen ersten Sieg auf der Ironman-Distanz (3,86 km Schwimmen, 180,2 km Radfahren und 42,195 km Laufen).

### Sieger Challenge Roth 2013
Bei der Challenge Roth im Juli 2013 konnte er erneut auf der Langdistanz gewinnen und mit seiner Siegerzeit von 7:52 h erstellte er die damals fünftschnellste Zeit, die jemals auf der Langdistanz erreicht wurde.
2014 verzichtete er nach einer Verletzung auf einen Start bei der Ironman World Championship auf Hawaii im Oktober. Seit 2014 fuhr er für das Uplace-BMC Pro Triathlon Team.
Im Februar 2015 wurde er nach acht Jahren aus dem Luxemburgischen Triathlon-Verband ausgeschlossen.
Im Juni zog er sich einen doppelten Ermüdungsbruch im Fuß zu.
Im Januar 2017 erklärte der damals 40-Jährige seine Karriere aufgrund seiner anhaltenden Fußverletzung als beendet.
Bockel war von September 2005 bis April 2017 verheiratet und lebte teilweise in St. Augustine (Florida, USA). Sein Wohnort ist Ehnen in Luxembourg und er ist als Berater und Kommentator im Triathlon tätig.

## Auszeichnungen
- 2013 wurde er zu Luxemburgs Sportler des Jahres gewählt.

## Veröffentlichungen
- Dirk Bockel: The Art Of Triathlon Training: A Proven Guide For Your Triathlon Journey, Kindle Edition, September 2017.

## Sportliche Erfolge
| Datum/Jahr    | Rang | Wettbewerb                                  | Austragungsort | Zeit       | Bemerkung                                                                                               |
| ------------- | ---- | ------------------------------------------- | -------------- | ---------- | --- |
| 13. Juni 2015 | 1    | Challenge Denmark                           | Billund        | 03:51:16   | |
| 19. Mai 2013  | 3    | Ironman 70.3 Florida                        | Orlando        | 03:48:16   | |
| 1. Juli 2012  | 1    | Chiemsee Triathlon                          | Chieming       | 03:45:03,8 | Sieger auf der Mitteldistanz                                                                            |
| 17. Apr. 2011 | 6    | Ironman 70.3 New Orleans                    | New Orleans    | 03:26:22   | Witterungsbedingt musste das Rennen auf verkürztem Kurs – ohne die Schwimmdistanz – ausgetragen werden. |
| 25. Juli 2010 | 3    | Antwerp Ironman 70.3                        | Antwerpen      |            | |
| 30. Mai 2010  | 5    | Ironman 70.3 Austria                        | St. Pölten     | 03:51:29   | |
| 16. Mai 2010  | 3    | Ironman 70.3 Florida                        | Orlando        | 03:52:55   | dritter Rang hinter dem Sieger Timothy O’Donnell                                                        |
| 18. Apr. 2010 | 5    | Ironman 70.3 New Orleans                    | New Orleans    | 03:54:02   | [ 9 ]                                                                                                   |
| 17. Mai 2009  | 1    | Ironman 70.3 Florida                        | Orlando        | 03:54:25   | |
| 19. Aug. 2008 | 25   | Olympische Sommerspiele 2008                | Peking         | 01:51:31   | |
| 6. Mai 2007   | 1    | Siegerland-Cup                              | Buschhütten    | 01:42:42   | [ 10 ]                                                                                                  |
| 12. Nov. 1995 | 19   | ITU Triathlon World Championship Junior Men | Cancún         | 02:01:10   | Junioren-Weltmeisterschaft                                                                              |

| Datum/Jahr    | Rang | Wettbewerb                                         | Austragungsort  | Zeit     | Bemerkung |
| ------------- | ---- | -------------------------------------------------- | --------------- | -------- | --- |
| 20. Juli 2014 | 6    | Challenge Roth                                     | Roth            | 08:22:41 | |
| 23. März 2014 | 1    | Ironman Melbourne                                  | Melbourne       | 08:01:02 | |
| 12. Okt. 2013 | DNF  | Ironman Hawaii                                     | Hawaii          | –        | Aufgabe wegen gesundheitlicher Probleme                                                                                                  |
| 14. Juli 2013 | 1    | Challenge Roth                                     | Roth            | 07:52:01 | Mit neuer persönlicher Bestzeit – und der sechstschnellsten je auf einer Langdistanz erzielten Zeit – gewinnt Bockel das Rennen in Roth. |
| 1. Juni 2013  | 3    | ITU Long Distance Triathlon World Championships    | Belfort         | 04:11:51 | Dritter bei der Weltmeisterschaft auf der Triathlon-Langdistanz                                                                          |
| 13. Okt. 2012 | 10   | Ironman Hawaii                                     | Hawaii          | 08:36:21 | |
| 29. Juli 2012 | 3    | ITU Long Distance Triathlon World Championships    | Vitoria-Gasteiz | 05:34:54 | Dritter bei der Weltmeisterschaft auf der Triathlon-Langdistanz                                                                          |
| 17. Juni 2012 | 1    | Ironman Regensburg                                 | Regensburg      | 08:11:59 | mit neuem Streckenrekord |
| 8. Okt. 2011  | 4    | Ironman Hawaii                                     | Hawaii          | 08:12:58 | bei der Ironman World Championship mit der viertschnellsten Radzeit (4:24:17 Stunden)                                                    |
| 12. März 2011 | 3    | Abu Dhabi International Triathlon                  | Abu Dhabi       | 06:43:42 | 3 km Schwimmen, 200 km Radfahren und 20 km Laufen                                                                                        |
| 6. Nov. 2010  | 3    | Ironman Florida                                    | Panama City     | 08:21:23 | [ 12 ] |
| 13. März 2010 | 2    | Abu Dhabi International Triathlon                  | Abu Dhabi       | 06:35:30 | hinter dem Sieger Eneko Llanos |
| 6. März 2010  | 3    | Ironman New Zealand                                | Taupō           | 08:27:12 | Dirk Bockel erreichte bei seinem ersten Start über die Langdistanz den dritten Rang.                                                     |
| 10. Okt. 2009 | 7    | Ironman Hawaii                                     | Hawaii          | 08:29:55 | erster Start bei der Ironman World Championship                                                                                          |
| 8. Aug. 2009  | 2    | ETU Long Distance Triathlon European Championships | Prag            | 05:38:38 | Vizeeuropameister auf der Langdistanz über 4 km Schwimmen, 120 km Radfahren und 30 km Laufen                                             |

(DNF – Did Not Finish)